# Blast (rivista)
Blast era la rivista letteraria del Vorticismo, movimento culturale inglese. Ebbe breve durata: furono pubblicati due numeri, il primo il 2 luglio 1914 (datato 20 giugno 1914, ma la pubblicazione fu ritardata) e presentava una copertina rosa brillante, indicata da Ezra Pound come il "great MAGENTA cover'd opusculus"; il secondo uscì un anno dopo, il 15 luglio 1915. Di entrambi l'autore principale fu Wyndham Lewis. La rivista è emblematica del movimento artistico moderno in Inghilterra e riconosciuta come un testo fondamentale del modernismo prebellico del XX secolo.

## Antefatto
Quando il futurista italiano Filippo Tommaso Marinetti visitò Londra nel 1910, nell'ambito di una serie di conferenze ben pubblicizzate volte a galvanizzare il sostegno in tutta Europa per la nuova avanguardia italiana, la sua presentazione al Lyceum Club, in si rivolse al suo pubblico come "vittime del ... tradizionalismo e dei suoi ornamenti medievali", elettrizzò l'avanguardia riunita. Nel giro di due anni, una mostra di arte futurista alla Sackville Gallery di Londra portò il futurismo nell'immaginario popolare e la stampa iniziò a usare il termine per riferirsi a qualsiasi tendenza che guardasse al futuro nell'arte moderna.
Inizialmente galvanizzato dalla verve di Marinetti, Wyndham Lewis, come molti altri membri dell'avanguardia londinese, era diventato sempre più irritato dall'arroganza dell'italiano. Alla pubblicazione del manifesto futurista inglese Vital English Art, nell'edizione del giugno 1914 di The Observer, scritto insieme a Marinetti e "l'ultimo futurista inglese rimasto" Christopher R.W. Nevinson, Lewis trovò che il suo nome, tra gli altri, fosse stato aggiunto come firmatario alla fine dell'articolo senza permesso, nel tentativo di assimilare l'avanguardia inglese ai fini di Marinetti. Il 12 giugno, durante la declamazione di questo manifesto e un'esecuzione di Marinetti del suo poema La battaglia di Adrianopoli, con Nevinson che accompagnava alla batteria, Lewis, Thomas Ernest Hulme, Jacob Epstein, Henri Gaudier-Brzeska, Edward Wadsworth e altri cinque interruppero bruscamente l'esibizione con scherno e urla. Wyndham Lewis scrisse pochi giorni dopo: "L'Inghilterra ha praticamente inventato questa civiltà di cui il signor Marinetti è venuto a predicarci".
La risposta finale arrivò con la pubblicazione del primo numero di Blast (in seguito noto come Blast 1), scritto e illustrato da un gruppo di artisti riuniti da Lewis da "una determinata banda di antifuturisti vari". Il nome Vorticism (Vorticismo) fu coniato dal poeta Ezra Pound, un caro amico di Lewis e principale pubblicista del gruppo. Scrivendo a James Joyce nell'aprile 1914, Pound descrisse la rivista in termini ambigui: Lewis is starting a new Futurist, Cubist, Imagiste Quarterly ... I cant tell, it is mostly a painters' magazine with me to do the poems" ("Lewis sta avviando un nuovo periodico futurista, cubista, imagista... Non posso dirlo, è principalmente una rivista di pittori con me a scrivere le poesie". A luglio, la rivista aveva ricevuto un nome, un movimento da sostenere e uno stile tipografico, e aveva forgiato un'identità decisamente inglese, abbastanza sicura da lodare Kandinskij, interrogare Picasso e prendere in giro apertamente Marinetti.

## Pubblicazioni
Blast 1 fu curato e in gran parte scritto da Wyndham Lewis con il contributo di Pound, Gaudier-Brzeska, Epstein, Spencer Gore, Wadsworth e Rebecca West e includeva un estratto dal romanzo di Ford Madox Hueffer The Saddest Story, meglio conosciuto con il titolo successivo The Good Soldier (pubblicato con il suo successivo pseudonimo, Ford Madox Ford). La prima edizione fu stampata in formato folio, con il titolo obliquo "Blast" schizzato sulla copertina morbida rosa brillante. All'interno, Lewis utilizzò una serie di audaci innovazioni tipografiche per coinvolgere il lettore, che ricordano la poesia concreta contemporanea di Marinetti come Zang Tumb Tumb. Invece dei tradizionali caratteri serif, parte del testo è impostato in caratteri "Grotesque" sans-serif.
Le prime venti pagine di Blast 1 contengono il manifesto vorticista, scritto da Lewis e firmato da lui, Wadsworth, Pound, William Roberts, Helen Saunders, Lawrence Atkinson, Jessica Dismorr e Gaudier-Brzeska. Epstein ha scelto di non firmare il manifesto, sebbene il suo lavoro fosse presentato. C'è anche una critica (positiva) a Concerning the Spiritual in Art di Kandinskij, un'esortazione vagamente paternalistica alle suffragette a non distruggere le opere d'arte, una recensione di una mostra londinese di xilografie espressioniste e un'ultima frecciata a Marinetti di Wyndham Lewis:
La prima edizione conteneva anche molte illustrazioni in stile vorticista di Jacob Epstein, Edward Wadsworth, Lewis e altri.
Il secondo numero di Blast, pubblicato il 20 luglio 1915, conteneva una breve commedia di Ezra Pound e le poesie di Thomas Stearns Eliot Preludes e Rhapsody on a Windy Night. Un altro articolo di Gaudier-Brzeska intitolato Vortex (scritto dalle trincee) descriveva ulteriormente l'estetica vorticista. È stato scritto mentre Gaudier-Brzeska combatteva nella prima guerra mondiale, poche settimane prima di essere ucciso nel conflitto.

## La prima guerra mondiale e la fine del Vorticismo
Trentatre giorni dopo la pubblicazione di Blast 1, fu dichiarata guerra alla Germania. La prima guerra mondiale avrebbe distrutto il vorticismo; sia Gaudier-Brzeska che T.E. Hulme furono uccisi al fronte e Bomberg perse la sua fede nel modernismo. Lewis fu mobilitato nel 1916, inizialmente combattendo in Francia come ufficiale di artiglieria, in seguito lavorando come artista di guerra per il governo canadese. Cercò di rinvigorire l'avanguardia dopo la guerra, scrivendo a un amico che intendeva pubblicare una terza edizione di Blast nel novembre 1919. Organizzò una mostra di artisti d'avanguardia chiamata Group X alla Heal's Gallery nel marzo-aprile 1920, e in seguito pubblicò una nuova rivista, The Tyro, di cui apparvero solo due numeri. Il progettato numero di Blast non vide mai la luce e nessuna delle altre due iniziative è riuscita a raggiungere lo slancio dei suoi sforzi prebellici. Richard Cork scrive:

## Collezioni pubbliche
Entrambi i numeri sono stati ristampati più volte e presto saranno resi nuovamente disponibili da Thames e Hudson; le copie originali sono nelle collezioni del Victoria and Albert Museum, Tate, Yale University, Wake Forest University, University of Delaware, Chelsea College, University of Exeter Special Collections e altre. La Fundación Juan March ha lanciato una mostra a Madrid (dal 10 febbraio 2010 al 16 maggio 2010), Wyndham Lewis (1882–1957), pubblicando un'edizione semi-facsimile (tradotta in spagnolo) di Blast No.1 e un'edizione di Timon di Atene. Il Nasher Museum of Art della Duke University ha tenuto una mostra intitolata The Vorticists: Rebel Artists in Londra and New York, 1914–18 dal 30 settembre 2010 al 2 gennaio 2011.

## Edizioni facsimile
- 1982. Santa Rosa: Black Sparrow Press. ISBN 978-0-87685-521-8.
- 2009. London: Thames & Hudson. ISBN 978-0-500-28782-8.
- 2010. Madrid: Fundación Juan March. ISBN 978-84-7075-573-6. Con testi di Kevin Power e Paul Edwards. Tradotto in spagnolo e con note di Yolanda Morató.